# Zesticelus
Zesticelus – rodzaj ryb skorpenokształtnych z rodziny głowaczowatych.

## Klasyfikacja
Gatunki zaliczane do tego rodzaju:
- Zesticelus bathybius
- Zesticelus japonicus
- Zesticelus ochotensis
- Zesticelus profundorum